# 普特里涅湖
普特里涅湖（烏克蘭語：Путрине），是烏克蘭的湖泊，位於該國西南部敖德薩州，長2公里、寬1.2公里，面積2平方公里，最大水深1米，該湖泊在冬季期間結冰。
46°33′38.9″N 29°58′56.6″E / 46.560806°N 29.982389°E